# Divine Horsemen: The Living Gods of Haiti
Divine Horsemen: The Living Gods of Haiti è un film documentario di Maya Deren, girato tra il 1947 e il 1955 e successivamente montato e sonorizzato da Chere Ito e Teiji Ito nel 1985. 

## Trama
Haiti è il luogo dove si concentra un sistema di culti giunti dagli schiavi africani del Dahomey e dagli Yoruba della Nigeria, sincronizzati con aspetti del cattolicesimo popolare per divenire la religione principale dell'isola. Nel vudù haitiano un pantheon di spiriti detti "Ioa" prendono possesso degli adepti nel corso di rituali sacri guidati da preti tradizionali, gli "houngan".

## Produzione
Il documentario raccoglie le riprese realizzate realizzate da Maya Deren ad Haiti a cavallo tra gli anni quaranta e cinquanta, dopo il finanziamento ricevuto dalla fondazione Guggenheim per lo studio dei rituali di possessione e del Vudù haitiano. Impossibilitata a montare le riprese, Deren pubblica un libro con lo stesso titolo, tuttora considerato un testo fondamentale sull'argomento.

## Accoglienza
«È un film che veicola, forse per la prima volta, il potere e la bellezza dei riti vudù, libero dalle artefatte fantasie hollywoodiane e dal distacco decontestualizzato degli etnografi.»